# Нор (якорная стоянка)
Нор — якорная стоянка в устье Темзы, Англия. Названа по одноименной песчаной банке. Расположена в месте впадения реки Темзы в Северное море, примерно на полпути между Хавенгор-крик в Эссексе и Уорден-пойнт в графстве Кент.

## Характеристика
Нор является точкой, где кончается относительно просторное Северное море и начинается узкий речной фарватер Темзы. До начала систематических дноуглубительных работ типичные глубины на стоянке составляли 25−30 футов (8−10 м). Высота прилива 1−12.5 фута (0,3−3,8 м). Из-за течения реки, а также приливно-отливных течений, места мелей и банок непостоянны. Дает хорошее укрытие от ветров всех направлений, кроме чисто остовых.

## История
Несмотря на мели и течения, место было удобно для сбора и стоянки кораблей, построенных на верфях выше по реке, например Дептфорд и Вулвич, а также непосредственно примыкавших к нему Чатем и Ширнесс. Оно же было удобно для обороны входа в реку.
С 1899 по 1955 год Королевский флот поддерживал должность командующего в Норе, адмирала, ответственного за защиту входа в порт Лондон, и торгового судоходства вдоль восточного побережья Великобритании.
Армейский форт Маунселл был построен здесь в 1943 году для противовоздушной обороны. Он сильно пострадал в результате столкновения в 1953 году и демонтирован в 1959-1960.
До 1964 года Нор был границей лондонского порта с моря. Так как отмель представляла опасность для судов, идущих в Лондон и из него, в 1732 году она была оборудована плавучим маяком. Эксперимент стал важной вехой, и Роберт Хамблин запатентовал идею. Эксперимент оказался успешными, потому что к 1819 году в Англии было девять плавучих маяков. Плавучий маяк стал использоваться в качестве точки сбора судоходства. 
Ранними плавучими маяками в Норе были небольшие деревянные суда, часто галиоты голландской постройки. Плавучий маяк Нор находился в ведении Тринити-хаус, Генеральной маячной администрации Великобритании. К концу XIX века появилось большое судно с вращающимися фонарем, но после 1915 года власти перестали использовать плавучий маяк. По состоянию на 2006 год точка отмечена с моря приемным буем № 1, примерно на полпути между Шуберинесс в Эссексе и островом Шипи, Кент.

### Мятеж
В мае-июне 1797 года якорная стоянка в Норе стала свидетелем бунта на стоявших там кораблях Королевского флота, известного под названием Мятеж в Норе. На пике мятежа в него были вовлечены около дюжины линейных кораблей и фрегатов.